# 小紫蛤
小紫蛤（学名：Psammotaea minor），是帘蛤目紫云蛤科Psammotaea的一种。主要分布于台湾、中国大陆，常栖息在潮间带。